# Лірохвіст малий
Лірохвіст малий, або лірохвіст Альберта (Menura alberti) — співочий птах з родини лірохвостових. Названий на честь принца Альберта, чоловіка королеви Великої Британії — Вікторії.

## Опис
Загальна довжина тіла — 85-90 см. Пір'я зверху коричневе, а знизу каштанове. Не має ліроподібного хвоста.

## Спосіб життя
В багато в чому у звичках схожий на великого лірохвоста. Полюбляє ліси та скреби. Веде наземний спосіб життя. Швидко та вправно бігає. Полохливий птах. Літає рідко. Ночує на гілках великих дерев. Активний вдень. Харчується комахами. також може імітувати голоси.
Гніздо будує на дереві, на висоті 18-20 м. Висиджується лише 1 яйце.

## Розповсюдження
Ендемік Австралії. Мешкає від Нового Південного Уельсу до Квінсленда.